# Samut Songkhram
Samut Songkhram, (thai:  สมุทรสงคราม) är en provins (changwat) i centrala Thailand. Provinsen hade år 2000 204 177 invånare på en areal av 416,7 km². Provinshuvudstaden är Samut Songkhram town.

## Administrativ indelning
Provinsen är indelad 3 distrikt (amphoe). Distrikten är i sin tur indelade i 38 subdistrikt (tambon) och 284 byar (muban). 